# Revolving Door
Revolving Door – singiel zespołu Crazy Town wydany w 2001 roku, promujący ich debiutancki album The Gift of Game. Był czwartym singlem z tej płyty.

## Spis utworów
Sporządzono na podstawie materiału źródłowego.
1. "Revolving Door" (Alternative Radio Mix) (3:44)
2. "Revolving Door" (Astro American Mix) (3:55)
3. "Butterfly" (Live Version) (3:35)

## Pozycje na listach przebojów
| Lista (2001)       | Pozycja |
| ------------------ | ------- |
| Finlandia          | 19      |
| Belgia             | 16      |
| UK Top 40          | 23      |
| Swiss Music Charts | 43      |
| Austria            | 29      |
| Holandia           | 71      |
| Sverigetopplistan  | 46      |